# Laxton Castle
Laxton Castle är ett slott i Storbritannien.   Det ligger i grevskapet Nottinghamshire och riksdelen England, i den sydöstra delen av landet, 200 km norr om huvudstaden London. Laxton Castle ligger 74 meter över havet.
Terrängen runt Laxton Castle är huvudsakligen platt. Laxton Castle ligger uppe på en höjd. Runt Laxton Castle är det ganska tätbefolkat, med 166 invånare per kvadratkilometer. Närmaste större samhälle är Mansfield, 19,9 km väster om Laxton Castle. Trakten runt Laxton Castle består till största delen av jordbruksmark.